# Aleksandr Pieriepielicyn
Aleksandr Iwanowicz Pieriepielicyn (ros. Александр Иванович Перепелицын, ur. 25 lutego 1913 w Pokrowsku w guberni saratowskiej (obecnie w granicach miasta Engels), zm. 15 sierpnia 1967) - szef KGB Białoruskiej SRR (1954-1959), zastępca szefa KGB ZSRR (1959-1967).
Rosjanin, od 1929 pracował jako ślusarz, 1933-1935 odbywał służbę w Armii Czerwonej, potem ponownie był ślusarzem. Członek Komsomołu i WKP(b), w 1944 był II sekretarzem Komitetu Miejskiego WKP(b) w Engelsie, później instruktor Wydziału Kadr KC Komunistycznej Partii (bolszewików) Białorusi, zastępca kierownika i kierownik Wydziału Administracyjnego KC KP(b)B. Od 1952 funkcjonariusz organów bezpieczeństwa, od 20 maja 1952 do 6 kwietnia 1953 zastępca ministra bezpieczeństwa państwowego Białoruskiej SRR, od 6 kwietnia 1953 do 6 kwietnia 1954 zastępca ministra spraw wewnętrznych Białoruskiej SRR, od 6 kwietnia 1954 do 31 sierpnia 1959 pierwszy przewodniczący KGB Białoruskiej SRR, następnie do śmierci zastępca przewodniczącego KGB ZSRR. 31 maja 1954 mianowany generałem majorem, a 9 grudnia 1964 generałem porucznikiem KGB. Odznaczony Orderem Czerwonego Sztandaru Pracy i 7 medalami.